# Claudette Masdammer
Claudette Masdammer, född 30 mars 1939, död 13 november 2013, var en friidrottare från Guyana. Hon deltog vid olympiska sommarspelen 1956.